# Lecanora chloroleprosa
Lecanora chloroleprosa är en lavart som först beskrevs av Vain., och fick sitt nu gällande namn av Hugo Magnusson. Lecanora chloroleprosa ingår i släktet Lecanora och familjen Lecanoraceae.  Arten är reproducerande i Sverige. Inga underarter finns listade i Catalogue of Life.